# Manzanillo (flygplats)
Manzanillo är en flygplats i Kuba. Den ligger i den sydöstra delen av landet, 600 km sydost om huvudstaden Havanna. Manzanillo ligger 34 meter över havet.
Terrängen runt Manzanillo är platt. Runt Manzanillo är det ganska tätbefolkat, med 248 invånare per kvadratkilometer. Närmaste större samhälle är Manzanillo, 6,8 km norr om Manzanillo. Trakten runt Manzanillo består till största delen av jordbruksmark.